# Magsaysay (Occidental Mindoro)
Magsaysay (Bayan ng Magsaysay) är en kommun i Filippinerna. Kommunen ligger på ön Mindoro, och tillhör provinsen Occidental Mindoro. Folkmängden uppgår till 28 740 invånare.
Magsaysay är indelat i 12 barangayer.